# Aérodrome de Melun-Villaroche
L'aérodrome de Melun-Villaroche communément appelé aérodrome de Paris-Villaroche est un aérodrome situé à environ huit kilomètres au nord de Melun en Seine-et-Marne, implanté essentiellement sur le territoire de la commune de Montereau-sur-le-Jard et ouvert à la circulation aérienne publique depuis le 10 octobre 2014. Villaroche est un lieu-dit situé au nord-ouest de l'aérodrome sur le territoire de la commune de Réau. L'aérodrome est l'épicentre d'un pôle aéronautique et technologique appelé Paris-Villaroche Aéronautics & Technology Park qui s'étend sur 541 hectares.

## Histoire de l'aérodrome
Cet aérodrome qui à l'origine possède deux pistes en gazon, sera utilisé en 1940 par une escadrille de Potez 631, bimoteurs de l'Armée de l'air française, puis successivement par :
- les Allemands, qui dès 1941 vont l'équiper de deux pistes en béton (orientées est-ouest, nord-sud) mesurant chacune 1 600 mètres, équipées d'aires de dégagement afin d'exploiter des Junkers Ju 88 jusqu'en 1944 ;
- les Américains à la Libération avec des escadrilles de North American B-25 Mitchell, Martin B-26 Marauder et Douglas A-20 Havoc.

Le 14 juin 1944, après le débarquement de Normandie, l'aérodrome est la cible de l'aviation américaine (Boeing B-17), dans le cadre d'une opération massive visant à réduire l'efficacité de l'aviation allemande. 
À la fin de l'année 1944, le terrain sera affecté à la Direction technique et industrielle de l'Aéronautique (DTI). Pendant quelques mois, des Messerschmitt Me 262 équipés de réacteurs Junkers Jumo 004  seront stockés sur l'aérodrome avant d'être envoyés aux États-Unis. Sur l'ensemble de ces avions récupérés en Allemagne par l'armée américaine, un seul sera gardé par la société Snecma au centre de Villaroche à des fins d'études.
La base est surtout connue pour les nombreux essais de prototypes qui y ont eu lieu jusqu'au début des années 1980, en particulier ceux de plusieurs avions militaires devenus célèbres : Mystère, Mirage, avions à décollage vertical Balzac (qui donna son nom à une partie de l'aéroport - l'aire Balzac - là où l'appareil fut testé en vol vertical), etc., de Dassault Aviation. La base fut également un centre d'essais en vol pour la Snecma.
À la fin de l'année 1946, l'aérodrome prendra une autre dimension avec la construction de l'aérogare au nord des pistes puis de la tour de contrôle.
Le 23 juin 1948, le premier vol du second prototype français à réaction a été effectué à Villaroche par Modeste Vonner pilotant l'Arsenal VG 70.
En décembre 1947, cet aérodrome recevra les essais en vol de la Snecma basés auparavant sur l'aérodrome de Vélizy-Villacoublay.
Le 28 février 1948, le colonel Constantin Rozanoff ouvrira la voie de l'aérodrome aux avions à réaction en décollant pour son premier vol d'essai, un Dassault Ouragan équipé de moteurs Rolls-Royce Nene. Il y trouvera malheureusement la mort le 3 avril 1954 lors d'une tentative de passage du mur du son à basse altitude à bord d'un Mystère IV.
Dans les années 1980, les pistes larges de 60 mètres et longues de 2 800 mètres pour celle orientée est-ouest et 2 400 mètres pour celle orientée nord-sud permettent l'atterrissage d'avions dont la charge à l'atterrissage est de 60 tonnes. Cet aérodrome longtemps placé sous l'autorité de la direction générale de l'Armement (DGA), dépendant du ministère de la Défense, passera en janvier 1982 sous responsabilité du ministère des Transports.

## Gestion
Sa gestion a été officiellement transférée par l'État au SYMPAV (Syndicat mixte du pôle d'activités de Villaroche) depuis le 1er janvier 2007.
L'aérodrome est équipé pour recevoir les vols VFR (à vue) ou IFR (aux instruments). Sa tour de contrôle, équipée d'un radar, assure également les services du contrôle aérien à basse altitude dans un large secteur du nord-est au sud-ouest de la région parisienne Seine approche qui assure le service du contrôle d'approche, entre autres, d'Auxerre, Troyes, Vatry et Orléans.
Les principaux utilisateurs sont l'École nationale de l'aviation civile (ENAC), dépendant de la direction générale de l'Aviation civile, qui y possède un centre (destiné à l'entraînement aérien des cadres techniques de l'aviation civile et de la DGA), l'aéro-club de Melun-Villaroche « Constantin Rozanoff », l'école de pilotage ULM 3 axes D-V-I Aviation, la société de travail aérien Aéro-Sotravia, les ateliers de maintenance, de restauration et de peinture d'avion Aéropale, ainsi que des collectionneurs d'avions anciens. Des avions d'affaires, en liaison avec des entreprises de la région, peuvent s'y poser.
Des entreprises travaillant dans le domaine du travail aérien, de la construction de petits avions et de la maintenance aéronautique viennent peu à peu s'y implanter, comme LH Aviation.
L'usine Safran Aircraft Engines (anciennement SNECMA) fondée en 1947 et employant, en 2019, 5 000 personnes est accolée à l'aéroport.
L’aérodrome développe actuellement les vols d’affaires. L'objectif est de faire connaître l'aérodrome aux compagnies privées. Il est envisagé d'accueillir cinquante avions d’affaires par mois en moyenne d’ici un à deux ans. Depuis avril 2013,  une société de « handling » (accueil aéroportuaire), y est installée.

## Événements

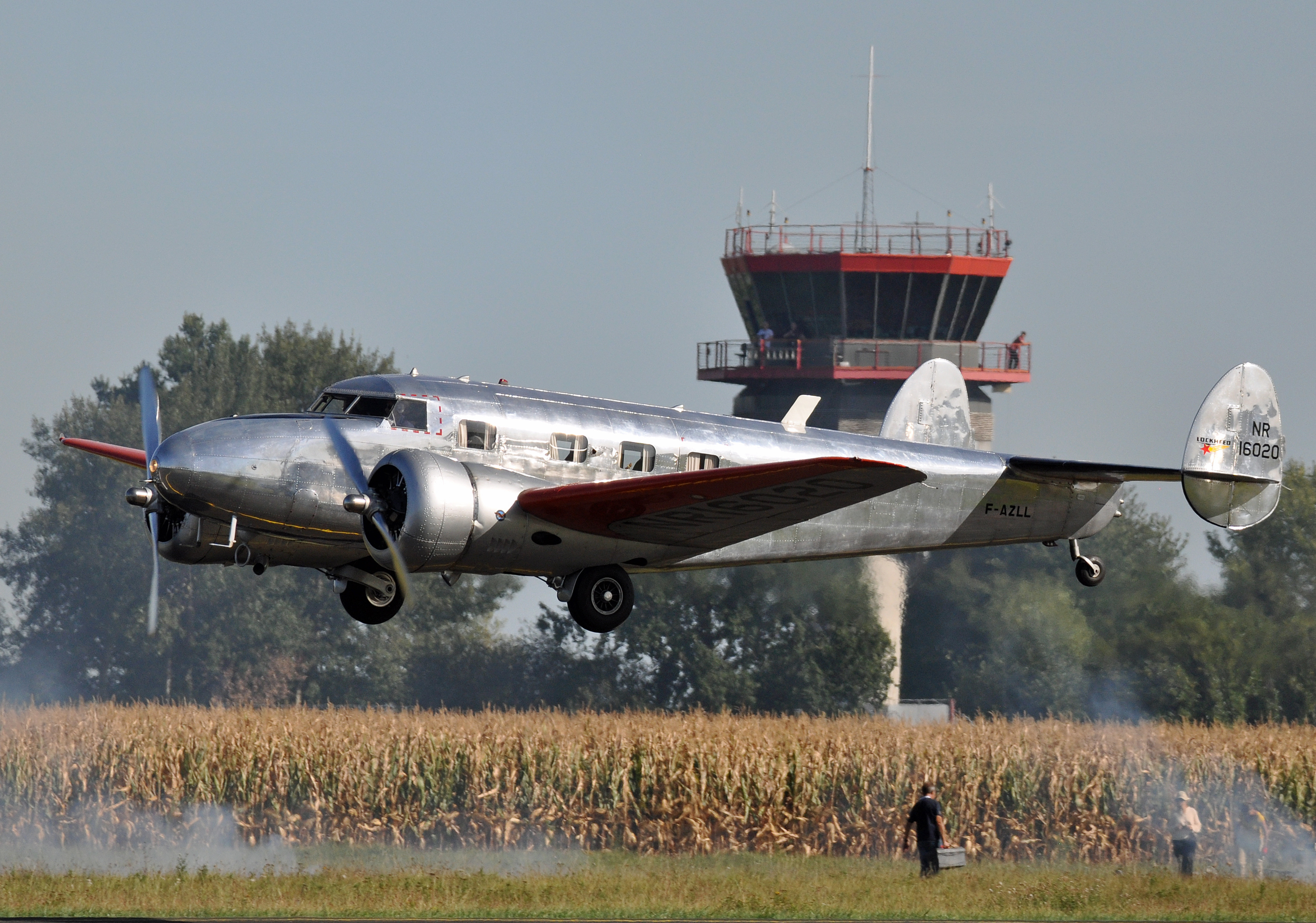
Air Legend 2018

L’aérodrome organise de grands meetings aériens, sous le nom d’Air Legend, depuis 2018. L'édition 2021 a choisi le thème de la guerre du Pacifique et célèbre également Antoine de Saint-Exupéry à l'occasion des 75 ans de la parution en France du Petit Prince.